# Ergotyna
Ergotyna − silny alkaloid ekstrahowany ze sporyszu jako brązowa, amorficzna, gorzka substancja. Jego działanie w ustroju powoduje skurcze macicy, stąd stosowanie jako środek poronny.